# Торговая галерея (Сочи)

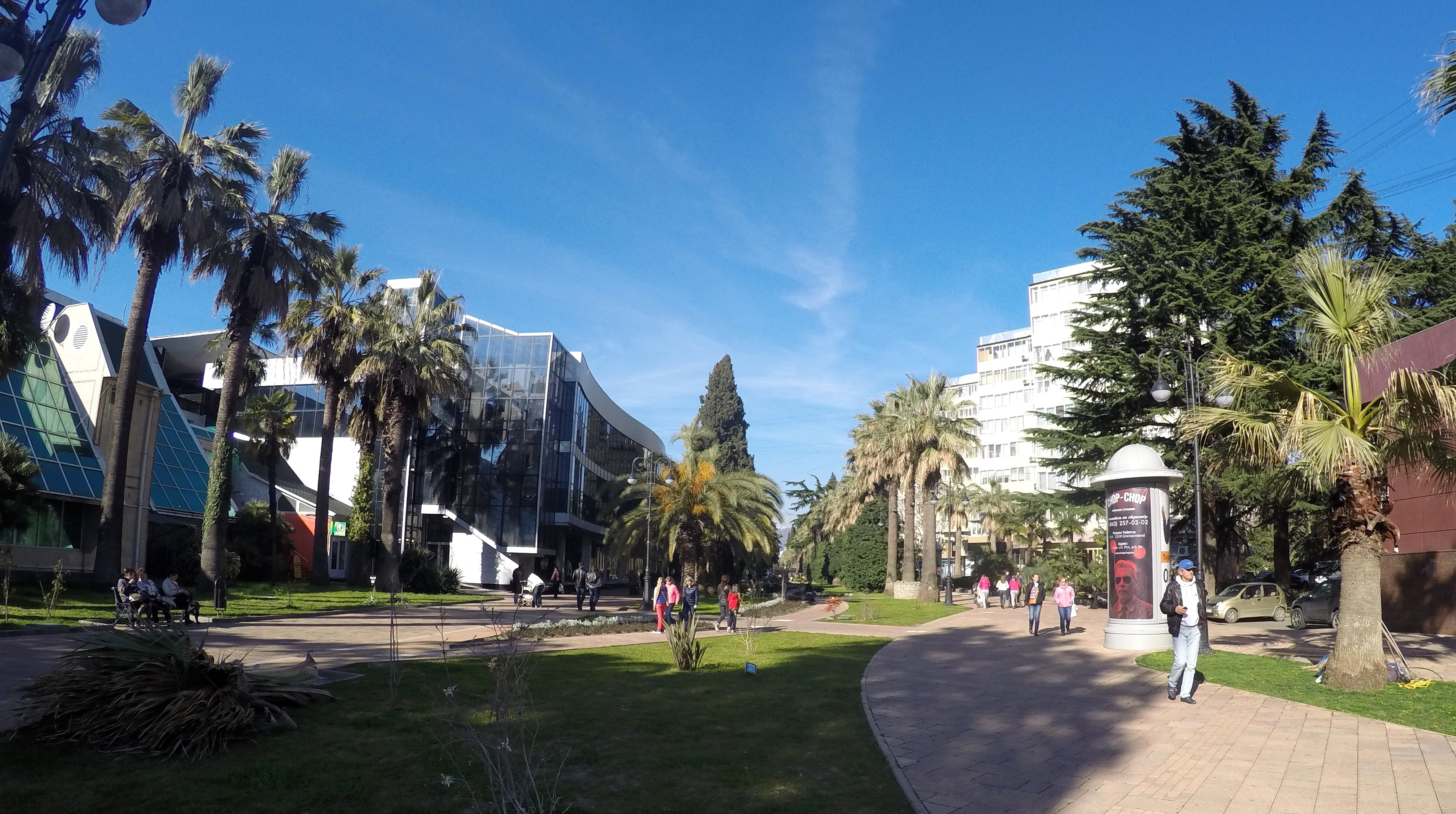
Улица Навагинская. Торговая галерея слева.

Торго́вая галере́я — комплекс магазинов, расположенных в зданиях, построенных в едином архитектурном стиле в Центральном районе города Сочи, Россия, по адресу ул. Навагинская, 7.
Блоки галереи протянулись от Платановой аллеи до Центрального железнодорожного вокзала Сочи. В комплекс входят магазин «Детский мир», магазин оптики «Зенит», музыкальный магазин «Трек», магазины одежды и обуви, магазины сувениров, хобби, универсам, кафе, рестораны, парикмахерские, фотоателье, аптеки, отделения банков, пункты обмена валюты и другие предприятия обслуживания.
Шесть блоков торговой галереи начали строиться с 1970 года. Автор проекта — Е. Б. Анцута. Привлекает своим изяществом мозаичное панно, изображающее дно моря с морскими обитателями, украшающее стену 2-го блока. Дендроуголок у магазина «Зенит» был сделан под руководством агронома-декоратора С. И. Венчагова. В 1996—1998 годы галерея была модернизирована (гл. худ. А.Бондарев, арх. О.Комиссаров).